# Starczyce (majątek)
Starczyce (biał. Старчыцы) – dawny majątek na terenie dzisiejszych rejonów  soligorskiego i kopylskiego obwodu mińskiego, około 20 km na północny zachód od Soligorska. Obecne resztki parku mają nazwę „Zespół dworsko-parkowy Prószyńskich” (biał. Сядзібна-паркавы ансамбль Прушынскіх).

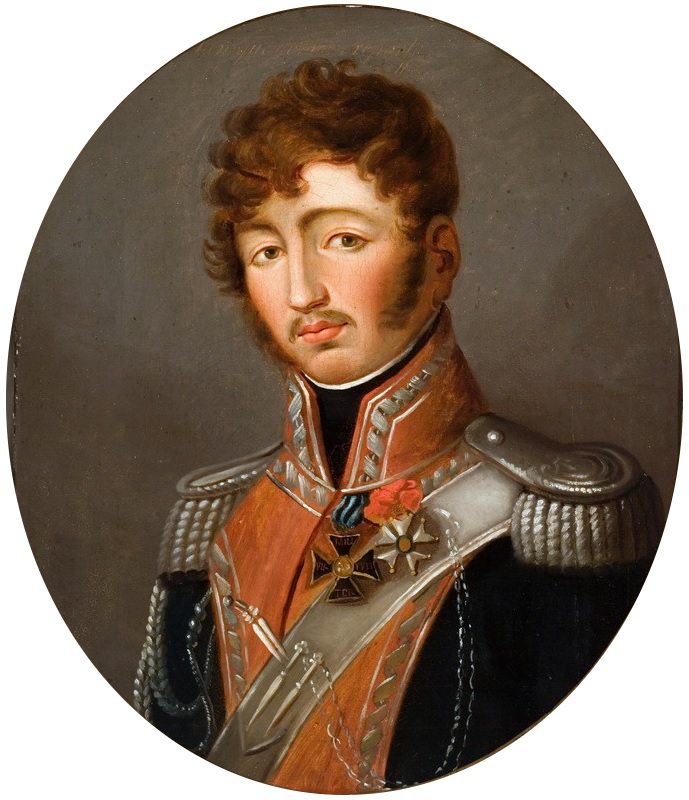
Dominik Radziwiłł, właściciel klucza starczyckiego na początku XIX wieku

## Własność (i historia klucza starczyckiego)
Klucz starczycki obejmował kilkanaście wsi, w tym dwie wsi Starczyce (obecnie to jedna wieś Akciabr), wsi Miaciewicze, Borki, Lutowicze, Mozole oraz Ustroń.
Dobra te były położone między Słuckiem a Starobinem, który już w XVI wieku był własnością kniaziów Olelkowiczów. Po śmierci w 1612 roku ostatniej z rodu, Zofii, żony Janusza Radziwiłła (1579–1620), kasztelana wileńskiego, stały się częścią fortuny Radziwiłłów. Na przełomie XVIII i XIX wieku należały do ks. Dominika Radziwiłła (1786–1813). Własność majątku po śmierci Dominika przedstawiana jest dwojako:
- odziedziczyła go jego córka Stefania Radziwiłł (1809–1832), która wyszła za mąż (w 1828 roku) za Ludwika Sayn-Wittgensteina (1799–1866). W 1825 roku, na mocy układu, dobra te nabył Hektor Andrzej Prószyński herbu Lubicz (1785–1866), pułkownik, generał major wojsk rosyjskich, zaufany reprezentant Hotelu Lambert na Mińszczyźnie. Ożenił się on w 1819 roku z Julią Radziwiłłówną (ur. w 1792 roku), córką ks. Dominika III (z linii berdyczowskiej). Po śmierci Hektora klucz starczycki został podzielony między jego synów i uległ rozdrobnieniu[2]
- odziedziczyła go Julia Radziwiłłówna (druga córka ks. Dominika Radziwiłła z linii annopolskiej), która wyszła za Hektora Andrzeja Prószyńskiego[1].

Starczyce odziedziczył najstarszy syn Hektora, Stanisław (1825–~1885), który, umierając bezżennym i bezdzietnym, przekazał swój majątek młodszemu bratu, Wacławowi Kazimierzowi, sztabrotmistrzowi wojsk rosyjskich, żonatemu z Marią Szadurską (zm. w 1926 roku). Po śmierci Wacława Starczyce przypadły jego synowi Stanisławowi (zm. w 1914 roku), mężowi Stanisławy Żaboklickiej. Ostatnią właścicielką majątku była ich córka, Elżbieta Prószyńska (ur. w 1902 roku).

## Przynależność administracyjna
Po II rozbiorze Polski w 1793 roku Starczyce, wcześniej należące do Księstwa Kopylsko-Słuckiego i powiatu słuckiego województwa nowogródzkiego Rzeczypospolitej, znalazły się na terenie powiatu słuckiego (ujezdu), wchodzącego w skład guberni mińskiej Imperium Rosyjskiego. Po ustabilizowaniu się granicy polsko-radzieckiej w 1921 roku wieś weszła w skład Białoruskiej Socjalistycznej Republiki Radzieckiej (ZSRR), od 1991 roku – na terenie Republiki Białorusi.

## Utracone zabytki

### Dawna cerkiew pw. św.św. apostołów Piotra i Pawła
Już w XVI wieku istniała tu cerkiew unicka pw. św.św. Piotra i Pawła. Była zlokalizowana około 1400 m na północny zachód od centrum wsi Popowce.
W jej wnętrzu wisiał wizerunek Najświętszej Marii Panny, uważany za cudowny. W XVI wieku przy cerkwi powstał monaster, do którego budowy przyczynił się Paweł Zaleski „zawiadowca dóbr ks. słuckiego”. W 1817 roku monaster został zamknięty, cerkiew stała się świątynią parafialną, obecnie nie istnieje.

### Dawny kościół pw. św. Trójcy
W 1716 roku ks. Karol Radziwiłł i jego siostra Rzewuska ufundowali tu drewniany kościół katolicki pw. św. Trójcy. W 1905 roku kościół wzbogacił się o szereg obrazów olejnych namalowanych przez Wilhelma Kotarbińskiego. Kościół został zniszczony w 1939 roku.

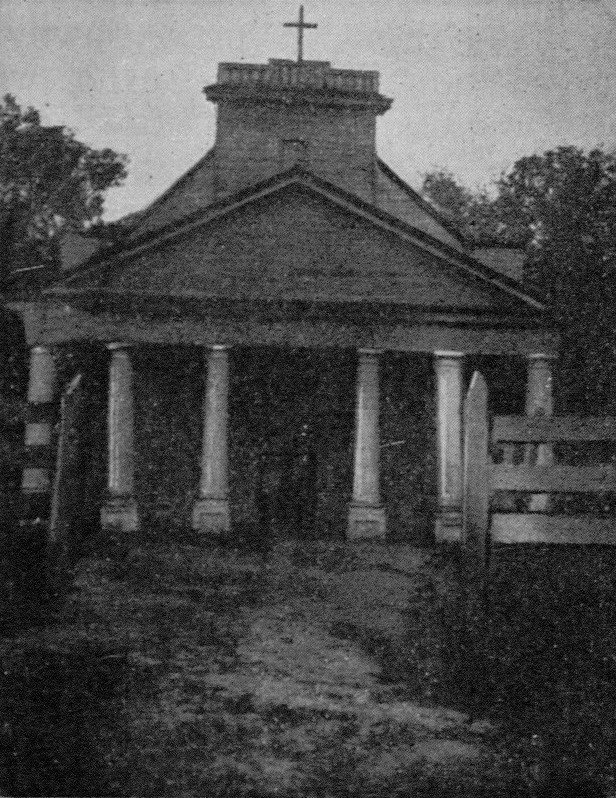
Stary kościół św. Trójcy przed 1914 rokiem

### Dawne dwory
W XVIII i na początku XIX wieku istniał tu mały dwór w folwarku, który mieścił się na paręset metrów od obecnej głównej ulicy wsi Dziedawiczy. Mieszkał tu czasem ks. Hieronim Florian Radziwiłł.
Hektor Prószyński wzniósł tu w latach 1825–1835 nowy, murowany dwór. Był to parterowy dom z kolumnowym gankiem od frontu i piętrowym ryzalitem od ogrodu. Do dworu prowadziła stara aleja kasztanowa, a ogród przechodził w naturalny park krajobrazowy. Na prawo od domu stały stajnie, wozownie i budynki mieszkalne, na lewo – zabudowania gospodarcze. Dwór ten spłonął na początku XX wieku.
Stanisław Prószyński wybudował tu po pożarze nowy dom, który został zniszczony po 1939 roku.
Majątek w Starczycach jest opisany w 2. tomie Dziejów rezydencji na dawnych kresach Rzeczypospolitej Romana Aftanazego.